# Llista de les pel·lícules d'animació amb més recaptació
Aquesta és una llista de les pel·lícules d'animació amb més recaptació de la història als cinemes d'arreu del món.

## Pel·lícules d'animació amb més recaptació
| Posició | Màxim | Títol                                            | Recaptació global | Any  | Ref               |
| ------- | ----- | ------------------------------------------------ | ----------------- | ---- | ----------------- |
| 1       | 1     | The Lion King                                    | $1.653.390.649    | 2019 | [ # 1 ]           |
| 2       | 1     | Frozen: El regne del gel                         | $1.290.000.000    | 2013 | [ # 2 ]           |
| 3       | 2     | Els increïbles 2                                 | $1.242.805.359    | 2018 | [ # 3 ]           |
| 4       | 2     | Els Mínions                                      | $1.159.398.397    | 2015 | [ # 4 ]           |
| 5       | 5     | Toy Story 4                                      | $1.071.425.549    | 2019 | [ # 5 ]           |
| 6       | 1     | Toy Story 3                                      | $1.066.969.703    | 2010 | [ # 6 ] [ # 7 ]   |
| 7       | 4     | Gru 3, el meu dolent preferit                    | $1.034.799.409    | 2017 | [ # 8 ]           |
| 8       | 4     | Buscant la Dory                                  | $1.028.570.889    | 2016 | [ # 9 ]           |
| 9       | 4     | Zootròpolis                                      | $1.023.784.195    | 2016 | [ # 10 ]          |
| 10      | 2     | Gru 2, el meu dolent preferit                    | $970.761.885      | 2013 | [ # 11 ] [ # 12 ] |
| 11      | 1     | The Lion King                                    | $968.483.777      | 1994 | [ # 13 ] [ # 14 ] |
| 12      | 1     | Buscant en Nemo                                  | $940.335.536      | 2003 | [ # 15 ] [ # 16 ] |
| 13      | 1     | Shrek 2                                          | $919.838.758      | 2004 | [ # 17 ] [ # 18 ] |
| 14      | 2     | Ice Age 3: L'origen dels dinosaures              | $886.686.817      | 2009 | [ # 19 ] [ # 20 ] |
| 15      | 6     | Ice Age 4: La formació dels continents           | $877.244.782      | 2012 | [ # 21 ] [ # 22 ] |
| 16      | 12    | Mascotes                                         | $875.457.937      | 2016 | [ # 23 ]          |
| 17      | 10    | Del revés                                        | $857.611.174      | 2015 | [ # 24 ]          |
| 18      | 15    | Coco                                             | $807.082.196      | 2017 | [ # 25 ]          |
| 19      | 3     | Shrek Tercer                                     | $798.958.162      | 2007 | [ # 26 ] [ # 27 ] |
| 20      | 7     | Shrek, feliços per sempre                        | $752.600.867      | 2010 | [ # 28 ] [ # 29 ] |
| 21      | 9     | Madagascar 3: De marxa per Europa                | $746.921.274      | 2012 | [ # 30 ] [ # 31 ] |
| 22      | 11    | Monsters University                              | $744.229.437      | 2013 | [ # 32 ] [ # 33 ] |
| 23      | 6     | Up                                               | $735.099.082      | 2009 | [ # 34 ] [ # 35 ] |
| 24      | 24    | Ne Zha                                           | $728.993.357      | 2019 | [ # 36 ] [ # 37 ] |
| 25      | 9     | Kung Fu Panda 2                                  | $665.692.281      | 2011 | [ # 38 ] [ # 39 ] |
| 26      | 4     | Ice Age 2: El desglaç                            | $660.940.780      | 2006 | [ # 40 ] [ # 41 ] |
| 27      | 16    | Big Hero 6                                       | $657.818.612      | 2014 | [ # 42 ] [ # 43 ] |
| 28      | 22    | Vaiana                                           | $643.331.111      | 2016 | [ # 44 ]          |
| 29      | 24    | Canta                                            | $634.151.679      | 2016 | [ # 45 ]          |
| 30      | 4     | Els increïbles                                   | $633.019.734      | 2004 | [ # 46 ] [ # 47 ] |
| 31      | 7     | Kung Fu Panda                                    | $631.744.560      | 2008 | [ # 48 ] [ # 49 ] |
| 32      | 19    | Com ensinistrar un drac 2                        | $621.537.519      | 2014 | [ # 50 ] [ # 51 ] |
| 33      | 7     | Ratatouille                                      | $620.702.951      | 2007 | [ # 52 ] [ # 53 ] |
| 34      | 9     | Madagascar 2                                     | $603.900.354      | 2008 | [ # 54 ] [ # 55 ] |
| 35      | 14    | Tangled                                          | $591.794.936      | 2010 | [ # 56 ] [ # 57 ] |
| 36      | 18    | Els Croods                                       | $587.204.668      | 2013 | [ # 58 ] [ # 59 ] |
| 37      | 2     | Monsters, Inc.                                   | $577.425.734      | 2001 | [ # 60 ] [ # 61 ] |
| 38      | 16    | Cars 2                                           | $562.110.557      | 2011 | [ # 62 ] [ # 63 ] |
| 39      | 17    | El gat amb botes                                 | $554.987.477      | 2011 | [ # 64 ] [ # 65 ] |
| 40      | 14    | Gru, el meu dolent preferit                      | $543.113.985      | 2010 | [ # 66 ] [ # 57 ] |
| 41      | 21    | Brave (Indomable)                                | $540.437.063      | 2012 | [ # 67 ] [ # 68 ] |
| 42      | 10    | WALL·E                                           | $533.281.433      | 2008 | [ # 69 ] [ # 70 ] |
| 43      | 5     | Madagascar                                       | $532.680.671      | 2005 | [ # 71 ] [ # 47 ] |
| 44      | 41    | Hotel Transsilvània 3: Unes vacances monstruoses | $528.507.774      | 2018 | [ # 72 ]          |
| 45      | 42    | En Ralph destrueix internet                      | $528.507.853      | 2018 | [ # 73 ]          |
| 46      | 40    | El nadó en cap                                   | $527.965.936      | 2017 | [ # 74 ]          |
| 47      | 8     | The Simpsons Movie                               | $527.071.022      | 2007 | [ # 75 ] [ # 76 ] |
| 48      | 35    | Kung Fu Panda 3                                  | $521.170.825      | 2016 | [ # 77 ]          |
| 49      | 46    | Com ensinistrar un drac 3                        | $512.407.095      | 2019 | [ # 78 ]          |
| 50      | 45    | The Grinch                                       | $511.565.348      | 2018 | [ # 79 ]          |

## Pel·lícules amb més recaptació per tipus d'animació

### Animació stop-motion
| Posició | Títol                                           | Recaptació global | Any  | Ref               |
| ------- | ----------------------------------------------- | ----------------- | ---- | ----------------- |
| 1       | Chicken Run: Evasió a la granja                 | $224.834.564      | 2000 | [ # 80 ]          |
| 2       | Wallace & Gromit: La maledicció de les verdures | $192.610.372      | 2005 | [ # 81 ]          |
| 3       | Coraline                                        | $124.596.398      | 2009 | [ # 82 ]          |
| 4       | Pirates!                                        | $123.057.928      | 2012 | [ # 83 ]          |
| 5       | La núvia cadàver                                | $117.195.061      | 2005 | [ # 84 ]          |
| 6       | The Boxtrolls                                   | $109.285.033      | 2014 | [ # 85 ]          |
| 7       | ParaNorman                                      | $107.139.399      | 2012 | [ # 86 ]          |
| 8       | Shaun the Sheep Movie                           | $106.209.378      | 2015 | [ # 87 ]          |
| 9       | El Petit Príncep                                | $97.571.250       | 2015 | [ # 88 ]          |
| 10      | Malson abans de Nadal                           | $81.877.069       | 1993 | [ # 89 ] [ # 90 ] |
| 11      | Frankenweenie                                   | $81.491.068       | 2012 | [ # 91 ]          |
| 12      | Kubo and the Two Strings                        | $77.548.564       | 2016 | [ # 92 ]          |
| 13      | Isle of Dogs                                    | $64.241.499       | 2018 | [ # 93 ]          |
| 14      | Cavernícola                                     | $54.114.015       | 2018 | [ # 94 ]          |
| 15      | Fantastic Mr. Fox                               | $46.471.023       | 2009 | [ # 95 ]          |
| 16      | James and the Giant Peach                       | $28.946.127       | 1996 | [ # 96 ]          |
| 17      | Missing Link                                    | $25.922.018       | 2019 | [ # 97 ]          |
| 18      | A Shaun the Sheep Movie: Farmageddon            | $17.643.950       | 2019 | [ # 98 ]          |
| 19      | The Christmas of Solan & Ludvig                 | $12.345.881       | 2013 | [ # 99 ]          |

### Animació tradicional
| Posició | Títol                                 | Recaptació global | Any  | Ref                           |
| ------- | ------------------------------------- | ----------------- | ---- | ----------------------------- |
| 1       | The Lion King                         | $968.483.777      | 1994 | [ # 13 ]                      |
| 2       | The Simpsons Movie                    | $527.071.022      | 2007 | [ # 75 ]                      |
| 3       | Aladdin                               | $504.050.219      | 1992 | [ # 100 ]                     |
| 4       | Tarzan                                | $448.191.819      | 1999 | [ # 101 ]                     |
| 5       | Beauty and the Beast                  | $424.967.620      | 1991 | [ # 102 ]                     |
| 6       | La Blancaneu i els set nans           | $418.200.000      | 1937 | [ # 103 ]                     |
| 7       | El llibre de la selva                 | $378.000.000      | 1967 | [ # 104 ]                     |
| 8       | El viatge de Chihiro                  | $365.481.131      | 2001 | [ # 105 ]                     |
| 9       | Your name                             | $358.924.129      | 2016 | [ # 106 ]                     |
| 10      | Pocahontas                            | $346.079.773      | 1995 | [ # 107 ]                     |
| 11      | El geperut de Notre-Dame              | $325.338.851      | 1996 | [ # 108 ]                     |
| 12      | Bob Esponja. Un heroi fora de l'aigua | $324.201.378      | 2015 | [ # 109 ]                     |
| 13      | Mulan                                 | $304.320.254      | 1998 | [ # 110 ]                     |
| 14      | 101 dàlmates                          | $303.000.000      | 1961 | [ # 111 ] [ # 112 ] [ # 113 ] |
| 15      | Lilo & Stitch                         | $273.144.151      | 2002 | [ # 114 ]                     |
| 16      | Bambi                                 | $267.447.150      | 1942 | [ # 115 ] [ # 116 ]           |
| 17      | The Princess and the Frog             | $267.045.765      | 2009 | [ # 117 ]                     |
| 18      | Cinderella                            | $263.591.415      | 1950 | [ # 118 ]                     |
| 19      | Hèrcules                              | $252.712.101      | 1997 | [ # 119 ]                     |
| 20      | Germà ós                              | $250.397.798      | 2003 | [ # 120 ]                     |
| 21      | El castell ambulant                   | $235.184.110      | 2004 | [ # 121 ]                     |
| 22      | El temps amb tu                       | $218.718.175      | 2019 | [ # 122 ]                     |
| 23      | El príncep d'Egipte                   | $218.613.188      | 1998 | [ # 123 ]                     |
| 24      | The Little Mermaid                    | $211.343.479      | 1989 | [ # 124 ] [ # 125 ]           |
| 25      | La Ponyo al penya-segat               | $201.750.937      | 2008 | [ # 126 ]                     |
| 26      | The Aristocats                        | $191.000.000      | 1970 | [ # 104 ]                     |
| 27      | Lady and the Tramp                    | $187.000.000      | 1955 | [ # 104 ]                     |
| 28      | Atlantis: L'imperi perdut             | $186.053.725      | 2001 | [ # 127 ]                     |
| 29      | L'emperador i les seves bogeries      | $169.327.687      | 2000 | [ # 128 ]                     |
| 30      | Els rescatadors                       | $169.000.000      | 1977 | [ # 104 ]                     |
| 31      | Pokémon: The First Movie              | $163.644.662      | 1998 | [ # 129 ]                     |
| 32      | La princesa Mononoke                  | $160.839.579      | 1997 | [ # 130 ]                     |
| 33      | Arrietty i el món dels remenuts       | $145.570.827      | 2010 | [ # 131 ]                     |
| 34      | Peter Pan                             | $145.000.000      | 1953 | [ # 132 ]                     |
| 35      | Rugrats                               | $140.894.675      | 1998 | [ # 133 ]                     |
| 36      | Bob Esponja: La pel·lícula            | $140.161.792      | 2004 | [ # 134 ]                     |
| 37      | Anastàsia                             | $139.804.348      | 1997 | [ # 135 ]                     |
| 38      | El vent s'aixeca                      | $136.454.220      | 2013 | [ # 136 ]                     |
| 39      | El llibre de la selva 2               | $135.703.599      | 2003 | [ # 137 ]                     |
| 40      | Pokémon: The Movie 2000               | $133.949.270      | 1999 | [ # 138 ]                     |
| 41      | Dragon Ball Super: Broly              | $124.500.000      | 2018 | [ # 139 ]                     |
| 42      | Spirit: El cavall indomable           | $122.563.539      | 2002 | [ # 140 ]                     |
| 43      | Pinocchio                             | $121.892.045      | 1940 | [ # 141 ]                     |
| 44      | Detectiu Conan: El puny de safir blau | $119.875.024      | 2019 | [ 3 ]                         |
| 45      | Return to Never Land                  | $109.862.682      | 2002 | [ # 142 ]                     |
| 46      | El planeta del tresor                 | $109.578.115      | 2002 | [ # 143 ]                     |
| 47      | Detectiu Conan: El cas Zero           | $108.105.223      | 2018 | [ # 144 ]                     |
| 48      | Home on the Range                     | $103.951.485      | 2004 | [ # 145 ]                     |
| 49      | Rugrats a París                       | $103.291.131      | 2000 | [ # 146 ]                     |
| 50      | La pel·lícula d'en Tigger             | $96.159.800       | 2000 | [ # 147 ]                     |

## Sèries de pel·lícules d'animació amb més recaptació
| Posició | Sèrie                   | Recaptació total | Núm. de films | Mitjana per film | Film amb més recaptació                    |
| ------- | ----------------------- | ---------------- | ------------- | ---------------- | ------------------------------------------ |
| 1       | El meu dolent preferit  | $3.708.073.676   | 4             | $927.018.419     | Els Mínions ($1.159.398.397)               |
| 2       | Shrek                   | $3.510.794.482   | 5             | $702.158.896     | Shrek 2 ($919.838.758)                     |
| 3       | Ice Age                 | $3.216.708.553   | 5             | $643.341.711     | L'origen dels dinosaures ($886.686.817)    |
| 4       | Toy Story               | $3.041.600.754   | 4             | $760.400.189     | Toy Story 4 ($1.071.425.549)               |
| 5       | The Lion King           | $2.621.874.426   | 2             | $1.310.937.213   | The Lion King (2019) ($1.653.390.649)      |
| 6       | Madagascar              | $2.256.517.920   | 4             | $564.129.480     | De marxa per Europa ($746.921.274)         |
| 7       | Buscant en Nemo         | $1.968.906.425   | 2             | $984.453.213     | Buscant la Dory ($1.028.570.889)           |
| 8       | Els increïbles          | $1.875.805.748   | 2             | $937.902.874     | Els increïbles 2 ($1.242.786.014)          |
| 9       | Kung Fu Panda           | $1.818.607.666   | 3             | $606.202.555     | Kung Fu Panda 2 ($665.692.281)             |
| 10      | Cars                    | $1.798.902.845   | 5             | $359.780.569     | Cars 2 ($562.110.557)                      |
| 11      | Com ensinistrar un drac | $1.628.823.373   | 3             | $542.941.124     | Com ensinistrar un drac 2 ($621.537.519)   |
| 12      | Hotel Transsilvània     | $1.359.701.273   | 3             | $453.233.758     | Unes vacances monstruoses ($528.098.712)   |
| 13      | Monsters, Inc.          | $1.321.655.171   | 2             | $660.827.586     | Monsters University ($744.229.437)         |
| 14      | Mascotes                | $1.301.392.692   | 2             | $650.696.346     | Mascotes ($875.457.937)                    |
| 15      | Doraemon                | $1.126.180.767   | 40            | $28.154.519      | Stand by Me Doraemon ($183.442.714)        |
| 16      | La Lego pel·lícula      | $1.095.499.139   | 4             | $273.874.785     | La Lego pel·lícula ($469.160.692)          |
| 17      | Pokémon                 | $1.044.122.188   | 22            | $47.460.099      | The First Movie ($163.644.662)             |
| 18      | En Ralph, el destructor | $1.000.546.851   | 2             | $500.273.426     | En Ralph destrueix internet ($528.507.853) |
| 19      | Rio                     | $984.737.732     | 2             | $492.368.866     | Rio 2 ($500.101.972)                       |
| 20      | Detectiu Conan          | $907.890.065     | 23            | $39.473.481      | El puny de safir blau ($115.508.336)       |
| 21      | Bola de Drac            | $703.336.265     | 20            | $35.166.813      | Broly ($114.102.821)                       |
| 22      | Happy feet              | $534.742.074     | 2             | $267.371.037     | Happy feet: Trencant el gel ($384.335.608) |
| 23      | Pluja de mandonguilles  | $517.332.075     | 2             | $258.666.038     | Pluja de mandonguilles 2 ($274.325.949)    |
| 24      | El llibre de la selva   | $513.703.599     | 2             | $256.851.800     | El llibre de la selva ($378.000.000)       |
| 25      | Angry Birds             | $494.882.139     | 2             | $247.441.070     | Angry Birds: La pel·lícula ($352.333.929)  |